# Mauerstraße 12 (Quedlinburg)

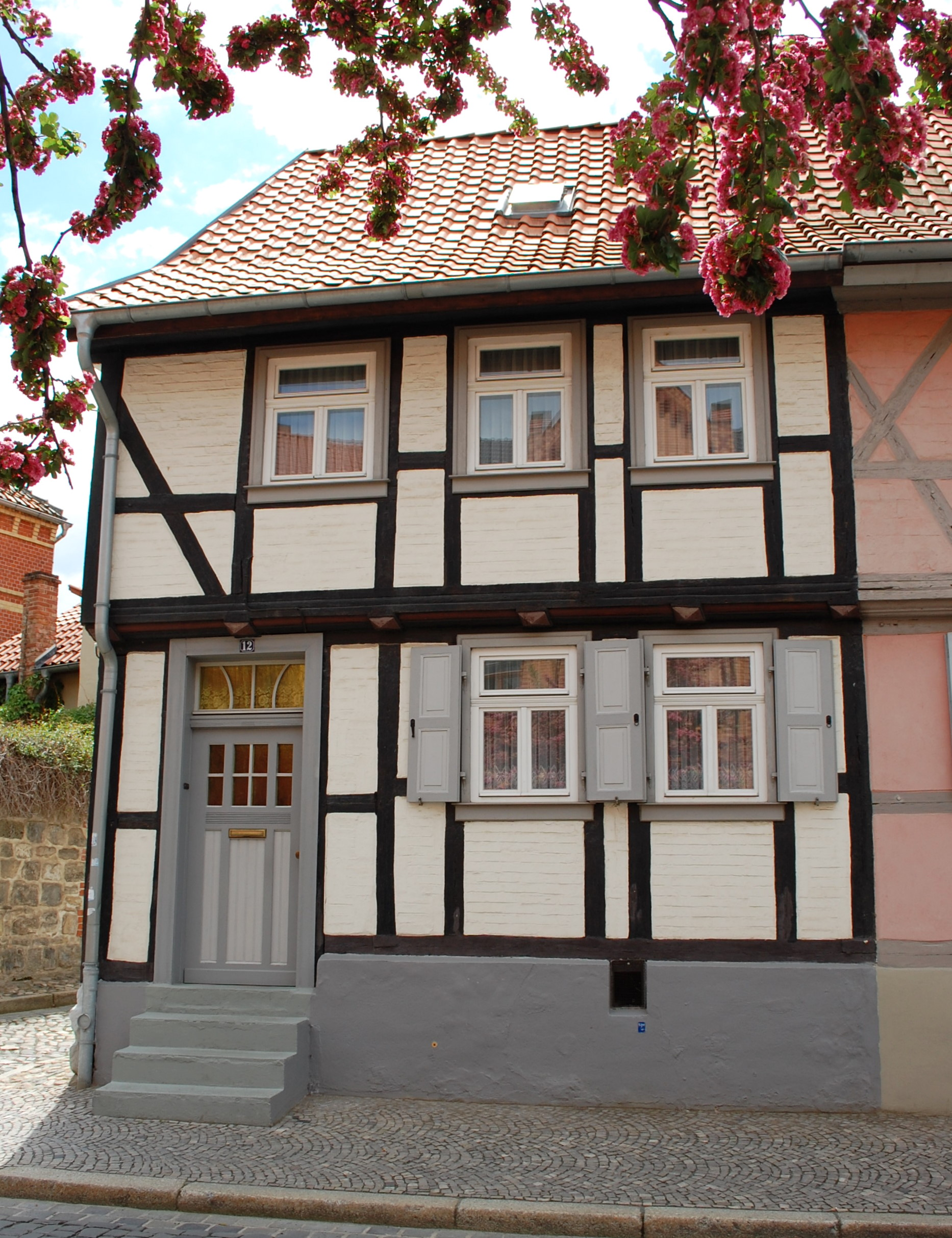
Mauerstraße 12

Das Haus Mauerstraße 12 ist ein denkmalgeschütztes Gebäude in der Stadt Quedlinburg in Sachsen-Anhalt. 
Es befindet sich östlich der historischen Quedlinburger Neustadt in einer Ecklage an der Einmündung der Straße Hinter der Mauer auf die Mauerstraße. Das Gebäude ist im Quedlinburger Denkmalverzeichnis eingetragen und gehört zum UNESCO-Weltkulturerbe. Westlich grenzt das gleichfalls denkmalgeschützte Haus Mauerstraße 10 an.

## Architektur und Geschichte
Das Wohnhaus entstand um 1700 in Fachwerkbauweise. Die Fassaden des Gebäudes wurden im 19./20. Jahrhundert in ihrem Erscheinungsbild verändert.